# Gerda Schouten
Gerda Maria Schouten (Amsterdam, 23 dicembre 1950 – 12 luglio 2018) è stata una cestista olandese.
Era la sorella di Ria Schouten.

## Carriera
Con i Paesi Bassi ha disputato quattro edizioni dei Campionati europei (1968, 1970, 1972, 1974).